# Alice Mary Robertson

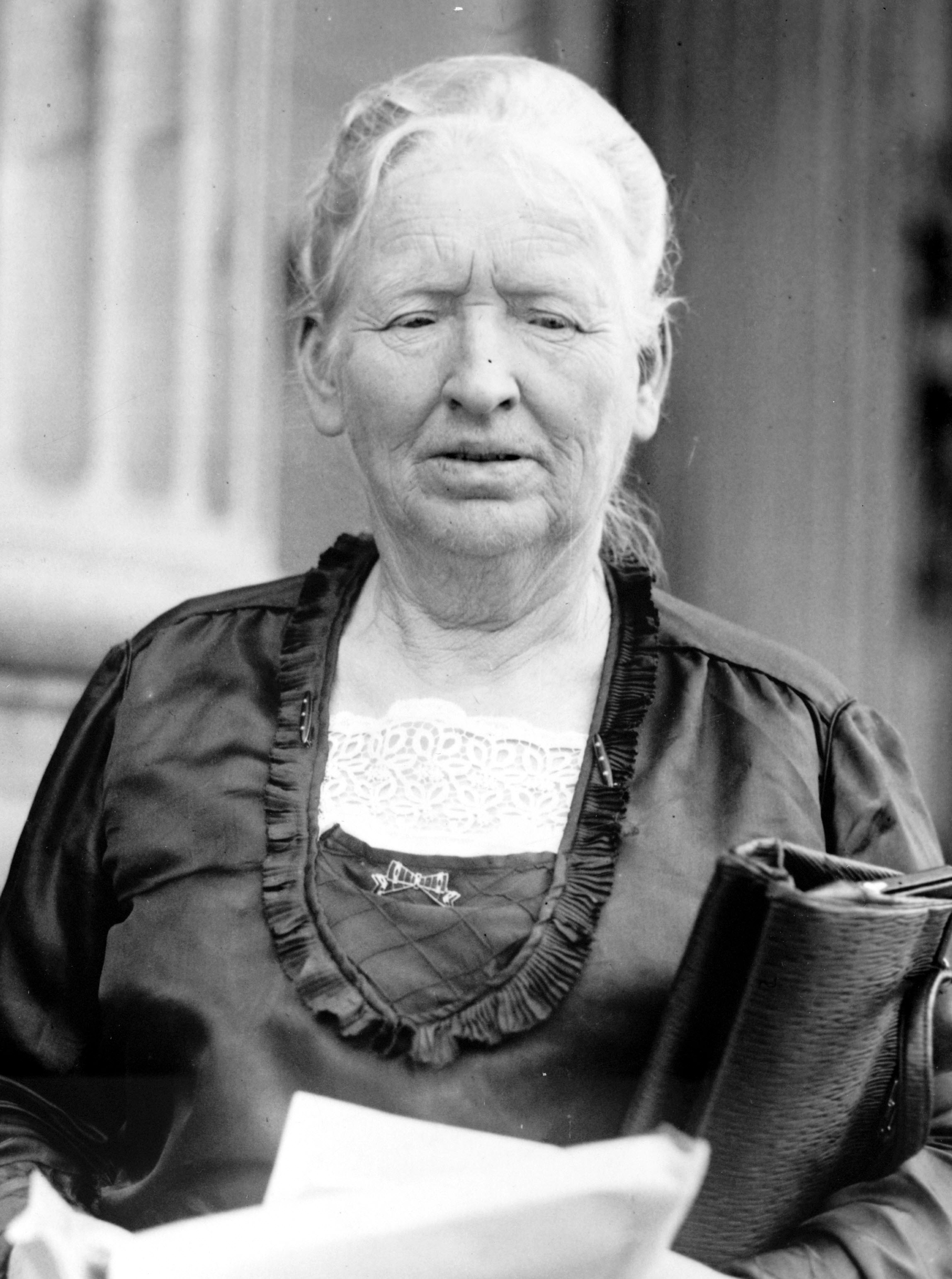
Alice Mary Robertson

Alice Mary Robertson (* 2. Januar 1854 in Tullahassee, Wagoner County, Oklahoma; † 1. Juli 1931 in Muskogee, Oklahoma) war eine US-amerikanische Politikerin. Zwischen 1921 und 1923 vertrat sie den zweiten Kongresswahlbezirk von Oklahoma im US-Repräsentantenhaus.

## Werdegang
Alice Robertson wurde als Tochter von William Robertson und dessen Frau Ann auf dem Gebiet der Creek Nation im damaligen Indianer-Territorium geboren, wo ihre Eltern missionarisch tätig waren. Dort wuchs sie in ihren frühen Jahren auf und wurde von ihren Eltern unterrichtet. Später besuchte sie das Elmira College in Elmira (New York).
Zwischen 1873 und 1879 arbeitete sie in der Indianerbehörde in Washington, D.C. Danach kehrte sie in ihre Heimat zurück, wo sie in Tullahassee in der Indianerschule als Lehrerin unterrichtete. Zwischen 1880 und 1882 war sie Lehrerin an der Indianerschule in Carlisle (Pennsylvania), ehe sie erneut in das Indianergebiet zurückkehrte, wo sie die Nuyaka Mission gründete. Außerdem war sie in Okmulgee erneut als Lehrerin tätig. Aus einer Mädchenschule für Indianerinnen, an der sie ebenfalls unterrichtete, ging später über das Henry Kendall College die heutige University of Tulsa hervor.
Zwischen 1900 und 1905 war Robertson erste Schulrätin im Indianergebiet ihrer Heimat und von 1905 bis 1913 war sie Posthalterin in Muskogee. Ihre Erfahrungen bei der Truppenbetreuung während des Ersten Weltkriegs führten später zur Gründung des Ortsvereins des Roten Kreuzes in Muskogee.
Alice Robertson war Mitglied der Republikanischen Partei. 1920 gelang es ihr als erster Frau, einen amtierenden Kongressabgeordneten – in diesem Fall William W. Hastings von der Demokratischen Partei – zu schlagen und dessen Platz im US-Repräsentantenhaus einzunehmen. Zwischen dem 4. März 1921 und dem 3. März 1923 konnte sie eine Legislaturperiode im  Kongress absolvieren, ehe sie bei den Wahlen des Jahres 1922 ihrem Amtsvorgänger Hastings unterlag. Robertson war nach Jeannette Rankin aus Montana, die zwischen 1917 und 1919 eine Legislaturperiode im Kongress absolviert hatte, erst die zweite Frau in diesem Gremium. Erstaunlicherweise war sie gegen die Frauenrechtsbewegung eingestellt. Sie widersetzte sich auch Gesetzesvorschlägen zur Verbesserung des Mutterschaftszeit und der Kinderfürsorge. Das brachte ihr die Unterstützung der konservativen Gesellschaft der Daughters of the American Revolution ein.
Nach dem Ende ihrer Zeit im Kongress war Alice Robertson im Jahr 1923 im Sozialdienst eines Veteranenkrankenhauses in Muskogee beschäftigt. Danach betrieb sie eine Milch produzierende Farm. Sie starb im Jahr 1931 und wurde in Muskogee beigesetzt.